# Pavona distincta
Espèce
Pavona distincta est une espèce de coraux appartenant à la famille des Agariciidae.